# Bárdi család
A Bárdi család több mint egy évszázada a magyar autóipar meghatározó vállalatának tulajdonosa. A család férfi tagjai generációkról generációkra viszik tovább a Bárdi József alapította cég hagyományait.

## Története

### 1897-1911
Az államalapítás ezeréves évfordulója tiszteletére megrendezett nagyszabású millenniumi kiállítás kapcsán, Budapesten megszületik a Hősök tere, a Vajdahunyad vára, és még számtalan nagyhírű épület. Ekkor indult meg az Európában is újdonságnak számító földalatti, s bevezették az elektromos világítást. Már egy-két autó is pöfögött az utcákon, a korabeli hírlapok szerint például Törley József saját készítésű pezsgőjét szállította automobil-lal. Azonban e közlekedési eszköz elterjedésére még éveket, sőt inkább évtizedeket kellett várni. Az újdonságok iránt fogékony réteg körében inkább a kerékpár hódított. A Városligetben megnyílt a Velodrom Téli és Nyári Kerékpáriskola, amely egy zárt tanpálya volt, ahol az urak és úrhölgyek is gyakorolhattak.

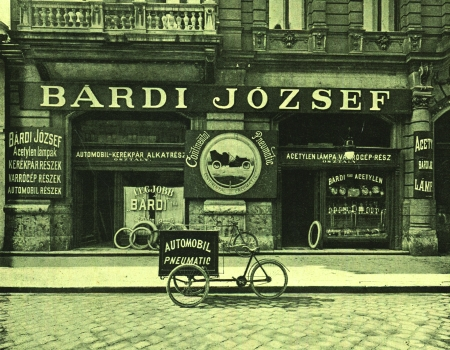
Bárdi József Automobil szaküzlete 1900-ban

Bárdi József ekkor 1897-ben döntött úgy, hogy megnyitja saját műhelyét. A ma főleg éttermeiről és bárjairól ismert Jókai tértől nem messze, az akkor Gyár (ma Jókai) utca 4-es számú ház udvarán rendezte be kis műhelyét, ahol kezdetben leginkább kerékpár- és varrógépalkatrészek árusításával foglalkozott, de acetilén-lámpákból is nagy készlettel rendelkezett. A lassan ébredező hazai automobilizmus hívei 1900 novemberében megalapították a Magyar Automobil Club-ot. A klubvezetőség 1901 nyarán a lóversenypálya fedett csarnokában, - ahol általában inkább ló árveréseket tartottak- megrendezte az első hazai automobil-kiállítást. Természetesen Bárdi József is jelent volt acetilén-lámpáival. Bárdi József 1904-ben a Gyár utcában néhány házzal arrébb költözött, ahol tágasabb körülmények között folytatta üzleti tevékenységét.

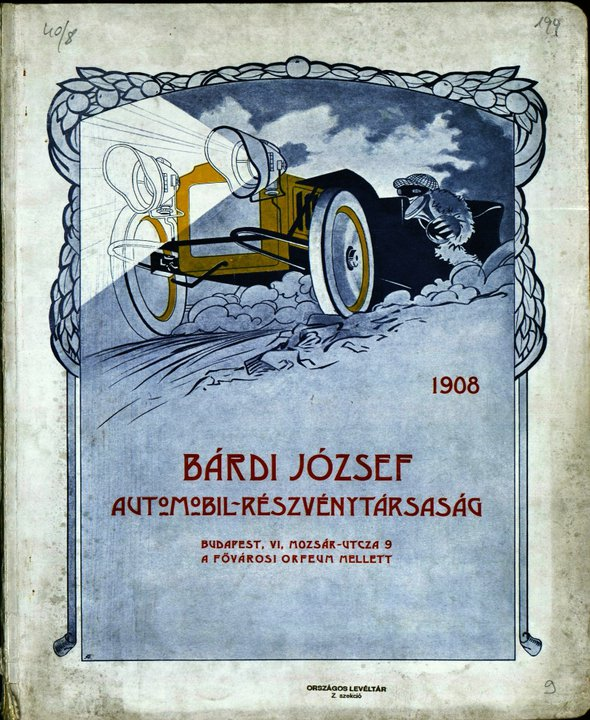
Bárdi Autó katalógus 1908-ból

Az izmosodó vállalkozás 1905-ben kiadta első alkatrész-katalógusát. Ilyen jellegű kiadvány publikálására a Monarchiában addig még senki sem vállalkozott. Bárdi József munkatársa, Szilárd Béla visszaemlékezéséből kiderül, hogy bár az első kiadványban még akadtak kisebb hibák, de a kívánt célt elérték: "Az egész országban, sőt Ausztriában is ismeretessé vált nevük, és mint speciális autorész-kereskedőkhöz számos megkeresés érkezett". A dinamikusan fejlődő vállalkozás 1907-ben részvénytársasággá alakult Bárdi József Automobil Rt néven. Már a cégnévből is kitűnik, hogy a cég tevékenységében egyre hangsúlyosabb szerepet kaptak a gépkocsik és azok alkatrészei is. A részvénytársaság a Fővárosi Orfeum mellett kibérelt egy házat, ahol nagyméretű garázst, javítóműhelyt és bemutatótermet rendezett be. Bárdi József ekkor már nem csupán alkatrészekkel, hanem komplett gépjárművekkel is foglalkozott. Az ismert cukrászmester, Gerbeaud Emil ihletésére a francia Berliet képviseletét vállalta el, de éveken át ő volt a hivatalos magyarországi Mercedes disztribútor is. Ebben az időszakban Bárdi József hírnevét sajátmárkás termékekkel is öregbítette. A Berliet-től kapott engedély alapján a francia alvázra házon belül karosszált autókat Bárdi Autó néven árusították, s 1903-1914 között néhány száz Bárdi-kerékpár is készült. A kezdetben kisméretű, főként acetylén lámpákkal és kerékpár-, illetve varrógép alkatrészekkel foglalkozó vállalkozás nagy léptekkel fejlődött és néhány év alatt speciális autóalkatrész-kereskedővé nőtte ki magát; színvonalas garázzsal, javítóműhellyel és belvárosi bemutató teremmel.

### 1912-1948
Az első világháború előtt a Bárdi József Automobil Rt a hazai, sőt a regionális autó-alkatrész üzlet vezető szereplője volt. 1912 novemberében a vállalat súlyához méltó hatalmas központot avatott a Lehel utca 25 szám alatt. E hatalmas épületkomplexummal Bárdi Magyarországon párját ritkító alkotást hozott létre. A kétemeletes "Bárdi Autó palotában" hatalmas alkatrész-raktár, 200 autó befogadására alkalmas garázs és tágas javítóműhely is helyet kapott - mai szemmel nézve egy parkolóház, egy márkakereskedés és -szervizközpont, továbbá alkatrész-áruház, benzinkút és autómosó egyesült a Nyugati pályaudvartól nem messze fekvő hatalmas telken, a dinamikusan fejlődő Angyalföldön. A korabeli pályázaton Magyar Vilmos műépítész terveit fogadták el. A korabeli leírások nem fukarkodtak a dicséretekkel: "A belső épület közepén vannak az elegáns mintatermek, melyekben az eladó új kocsik állanak kiállításszerű elrendezésben és itt találjuk a modern automobiltechnika legbüszkébb, legnépszerűbb neveinek viselői: a német Mercedest, a francia Berliet-gépet, az angol Daimler-Knight kocsit, az olasz Lancia modelleket, és a magyar Marta-automobilokat, a legkülönfélébb nagyságokban és kivitelben.
Bárdi József azonban más módon is kivette részét a hazai automobilizmus fejlesztéséből. Megtaláljuk a budapesti taxi társaság alapítóinak sorában, s több vidéki autóbuszjárat tulajdonosaként is. Az első világháború során a Magyar Ruggyantaárugyár megvásárolta a Bárdi József Automobil Rt tulajdonjogát. A háború során a magyar járműállomány tekintélyes része elpusztult. Ennek következtében a járműkereskedelem szereplői is lényegében kénytelenek voltak a nulláról újrakezdeni tevékenységüket. Bárdi József ráébredt arra, hogy a megváltozott helyzetben a Lehel utcai központ működtetése meghaladná lehetőségeit. Hosszas töprengés után végül 1920-ban kivált a Bárdi József Automobil Rt kötelékéből. Ettől kezdve a Lehel utca 25 alatt székelő Bárdi József Automobil Rt és Bárdi József pályafutása külön szálakon futott. Bárdi József az Erzsébet híd tövében, a Kossuth Lajos utca 6. szám alatt rendezte be bemutatótermét, s az Ügynök utca 5 szám alatt pedig Mercedes javítóműhelyt és alkatrész-kereskedést nyitott. Az 1929-es gazdasági válság következtében Bárdiék feladták belvárosi üzletüket. Az 1930-as évek elején az Ügynök utcából Kresz Géza utca lett, s az átnevezett és átszámozott utcában a Bárdiéknak helyet adó épület a 13-15. számot kapta.

### 1949-2011
A Bárdi Autó név sikerét Bárdi István garantálta. Bárdi István, aki a második világháború előtt szerzett gyakorlatot, 1949-től szilent blokkokat és műszaki gumiárukat gyártott gépjárművekhez. Két fia, István és Viktor számára egyértelmű volt, hogy miután felmenőik közül szinte mindenki az autós szakmában tevékenykedett, ők fogják továbbvinni a családi hagyományt. Egészen fiatalon elkezdték a felkészülést, így a Fáy András autószerelő szakközépiskolától a Bánki Donát Főiskolán a Széchenyi István Egyetemig minden autós és műszaki iskolát kijártak. Az elmélet elsajátítása után pedig mind a ketten autószerelőként is dolgoztak. Az elődök eredményeire és tapasztalataira alapozva a rendszerváltás után a két Bárdi testvér építette tovább a Bárdi Autó Részvénytársaságot, melyet éppen 90 évvel az első Bárdi Autó Rt. megalakulása után alapítottak 1997-ben. A cég fejlődése megalakulása óta töretlen, mára Magyarország legnagyobb autóalkatrész kereskedelmi hálózatává nőtte ki magát, de Romániában és Szlovákiában is stabil piaci pozíciót szerzett.

## A család ismertebb tagjai
Bárdi József, Bárdi István, ifj. Bárdi István, Bárdi Viktor